# Carex canariensis
Espèce
Classification phylogénétique
 Carex canariensis est une espèce de plantes du genre Carex et de la famille des Cyperaceae.

## Répartition
Carex canariensis est une plante endémique des îles Canaries, présente sur tout l'archipel sauf sur les îles de Lanzarote et de Fuerteventura.